# Carl Grönvall (orgelbyggare)
Carl Grönvall, född 6 april 1765 Börringe, död 8 november 1832 i Hyby, var en svensk organist och orgelbyggare i Hyby. Han var mellan 1794 och 1830 organist i Hyby församling.
Grönvall var verksam som orgelbyggare från 1790-talet i Lunds stift. Han var oexaminerad och troligtvis självlärd. Han byggde för det mesta små orgelverk i ålderdomlig stil. Grönvall fick en del kritik för några orglar av orgelbyggaren Pehr Zacharias Strand när denne varit i Skåne år 1830. Grönvall gick i svar direkt i annan annons kort efter där han även nämner att Svedala kyrkas orgel var hans första.

## Biografi
Grönvall föddes 6 april 1765 på Norrbärr i Börringe. Han var son till spelmannen Nils Grönvall och Catharina Fagerström. Grönvall blev 1794 klockare och organist i Hyby.Han bosatte sig då på Hyby 29.

### Familj
Grönvall gifte sig första gången i Hyby med klockaränkan Elna Maria Hising (född 1750).
Grönvall gifte sig andra gången med Eva Gretha Nordström (född 1772). Hon var dotter till klockaren Truls Nordström och Anna Sunberg i Oxie.

## Lista över orglar
| År              | Ursprunglig kyrka         | Stift | Bild | Manualer | Pedal   | Stämmor | Bevarad orgel/fasad | Övrigt                                                                                               |
| --------------- | ------------------------- | ----- | ---- | -------- | ------- | ------- | ------------------- | --- |
| 1795            | Björnekulla kyrka         | Lunds |      |          |         |         |                     | |
| 1798            | Svedala kyrka             | Lunds |      |          |         |         | Nej/Nej             | En ny orgel byggdes 1872 av Sven Fogelberg, Lund.                                                    |
| 1807            | Hammarlunda kyrka         | Lunds |      |          |         | 7       | Nej/Ja              | En ny orgel byggdes 1929 av Olof Hammarberg, Göteborg.                                               |
| 1808 eller 1809 | Harlösa kyrka             | Lunds |      |          |         | 8       | Nej/Nej             | En ny orgel byggdes 1928 av Olof Hammarberg, Göteborg.                                               |
| 1815            | Skabersjö kyrka           | Lunds |      |          |         | 5       | Nej/Nej             | En ny orgel byggdes 1896 av Salomon Molander & Co, Göteborg.                                         |
| 1816            | Fleninge kyrka            | Lunds |      |          |         |         | Nej/Nej             | En ny orgel byggdes 1851 av Johan Nikolaus Söderling, Göteborg.                                      |
| 1818            | Dalby kyrka               | Lunds |      |          |         |         | Nej/Nej             | En ny orgel byggdes 1884 av Sven Fogelberg, Lund.                                                    |
| 1819            | Västra Sallerups kyrka    | Lunds |      |          |         |         | Nej/Nej             | En ny orgel byggdes 1965 av A Mårtenssons Orgelfabrik AB, Lund.                                      |
| 1821            | Vinslövs kyrka            | Lunds |      |          |         |         | Nej/Nej             | En ny orgel byggdes 1873 av Anders Victor Lundahl, Malmö.                                            |
| 1823            | Stora Harrie kyrka        | Lunds |      |          |         |         | Nej/Nej             | Orgeln såldes 1888 till Virke kyrka. En ny orgel byggdes 1922 av A Mårtenssons Orgelfabrik AB, Lund. |
| 1826            | Stora Hammars gamla kyrka | Lunds |      | 1        | Bihängd | 6       | Ja/Ja               | Orgeln renoverades 1967 av Anders Perssons Orgelbyggeri, Viken.                                      |
| 1828            | Håslövs kyrka             | Lunds |      |          |         |         | Nej/Nej             | En ny orgel byggdes 1882 av Anders Victor Lundahl, Malmö.                                            |
| 1828            | Glostorps kyrka           | Lunds |      |          |         |         | Nej/Nej             | En ny orgel byggdes 1884 av Rasmus Nilsson, Malmö.                                                   |
| 1830            | Hyby kyrka                | Lunds |      |          |         |         |                     | |
| 1831            | Hököpinge kyrka           | Lunds |      |          |         |         | Nej/Nej             | En ny orgel byggdes 1874 av Anders Victor Lundahl, Malmö.                                            |
|                 | Kvistofta kyrka           | Lunds |      |          |         |         |                     | |